# Praça Nossa Senhora da Apresentação

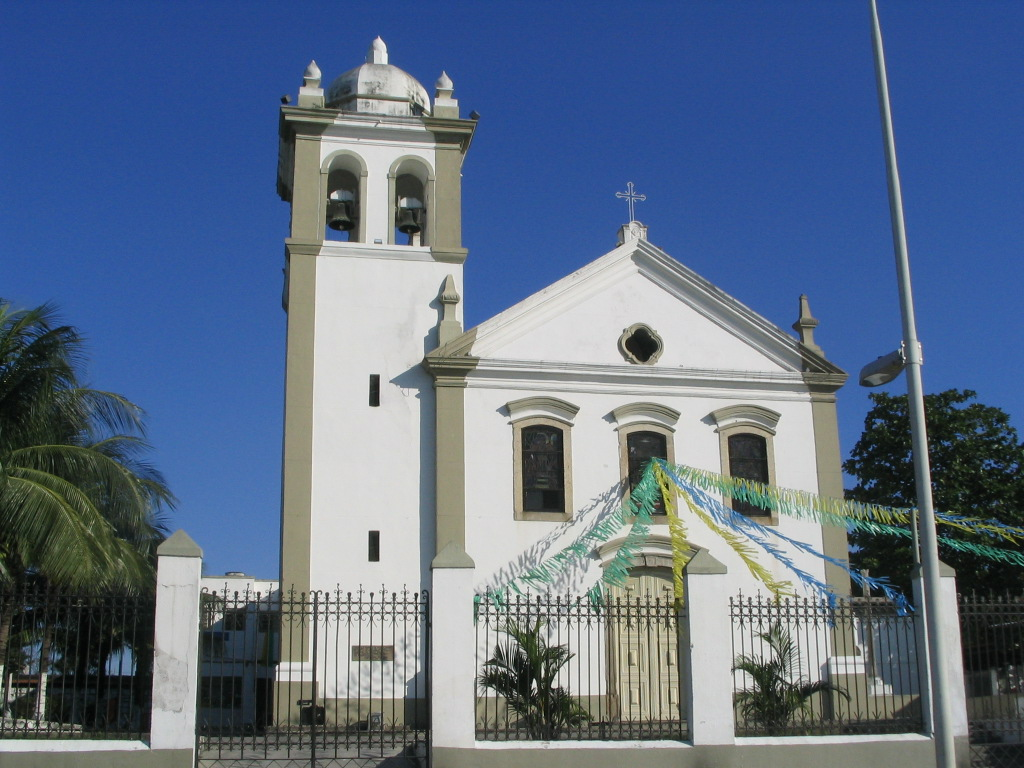
Igreja de Nossa Senhora da Apresentação, em torno da qual se desenvolveu o bairro de Irajá e a praça.

A Praça Nossa Senhora da Apresentação é um logradouro situado no bairro de Irajá, na Zona Norte da cidade do Rio de Janeiro, no Brasil. Constitui-se como o ponto de nascimento do bairro e possui  uma área de 16.900 m².

## Sobre
A praça está completamente ligada ao templo que lhe dá o nome, a Igreja de Nossa Senhora da Apresentação, a terceira a ser criada na cidade e a mais antiga , datada de 1613.
É a praça mais conhecida e frequentada do bairro, ela é bem arborizada e possui uma pista de skate, um campo de futebol de grama sintética, academia e uma Nave do Conhecimento, que oferece aos moradores cursos de informática, idiomas e capacitação de jovens, a Nave ainda oferece um cinema aberto para o público.
A praça fica no início da estrada da Água Grande, próxima a pontos importantes do bairro, como o Cemitério de Irajá, o Posto de Assistência Médica do bairro (PAM de Irajá), o Instituto Jesus Eucarístico e ao Supermercado Guanabara.